# Wassoulou

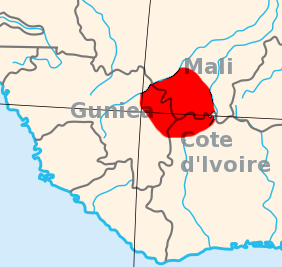
Wassoulouregionen i Västafrika.

Wassoulou, även Wassulu, Wassalou och Ouassalou, är 
ett kulturområde och en historisk region i Wassoulouflodens dalgång i Västafrika. Området ligger runt den punkt där länderna Mali, Sierra Leone, Elfenbenskusten och Guinea möts. Det omfattar delar av sydöstra Mali, nordvästra Elfenbenskusten, och östra Guinea och begränsas af floderna Niger mot nordväst och  Sankarani mot öst.
Omkring 160 000 personer bor i Wassoulou som är känt för sin speciella musikstil. Befolkningen är multikulturell med en blandning av olika etniska grupper såsom  madinka och nomadfolket fulani. Mellan 1870 och 1898 ingick Wassoulou i det muslimska Wassoulouriket som styrdes av kung Samori från huvudstaden Bissandougou.